# نقش جنسیتی

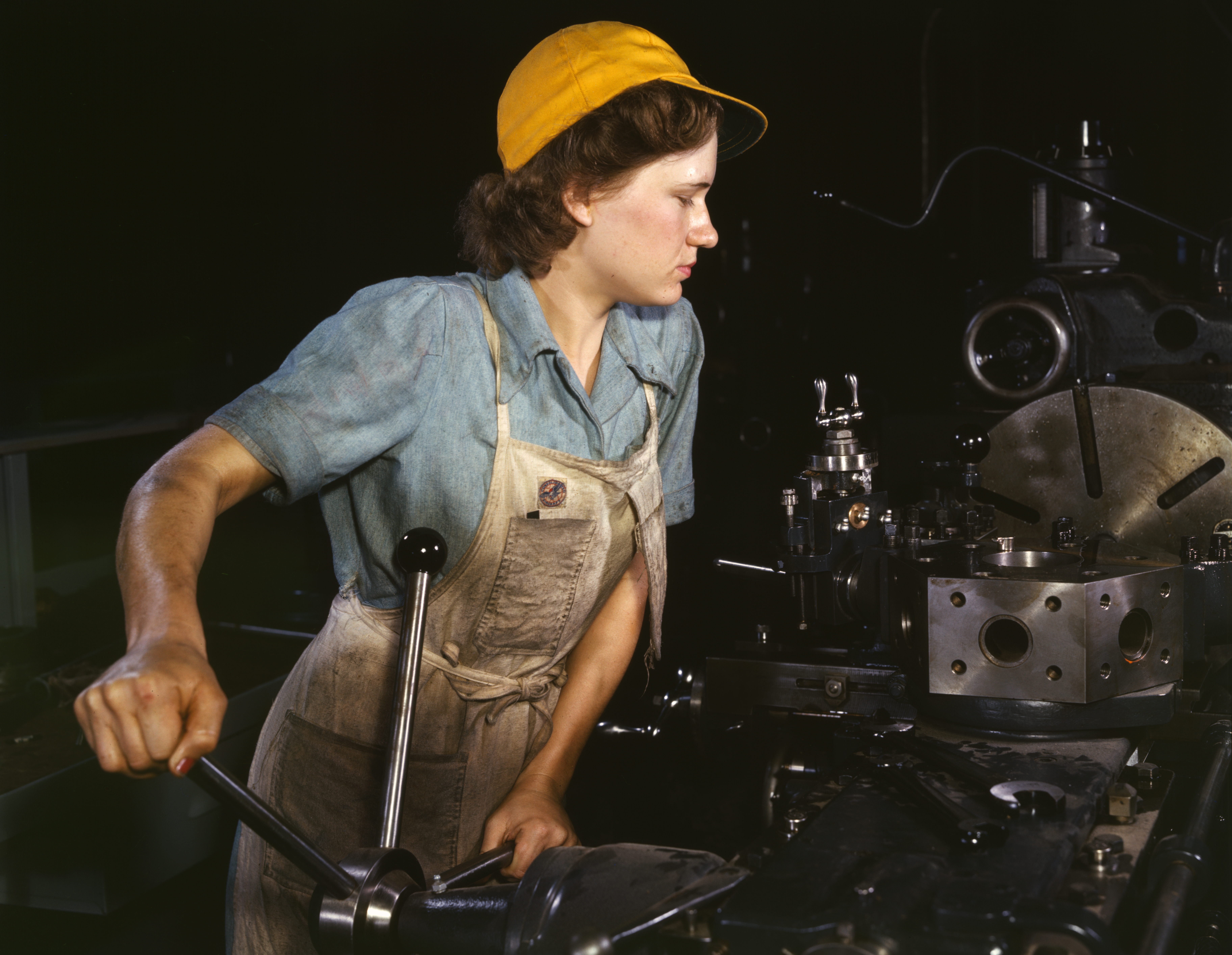
در جنگ جهانی دوم زنان نقش‌هایی را بر عهده گرفتند که در آن زمان معمولاً مردانه شمرده می‌شد.

نقش جنسیتی (به انگلیسی: Gender role) یک نقش اجتماعی، شامل طیفی از رفتارها و نگرش‌هایی است که به‌طور کلی برای یک فرد بر اساس جنسیت آن فرد قابل قبول، مناسب یا مطلوب تلقی می‌شود. نقش‌های جنسیتی معمولاً بر مفاهیم مردانگی و زنانگی متمرکز می‌شوند، اگرچه استثناها و تغییراتی نیز وجود دارد مانند جنسیت سوم و جنسیت کوئیر
ویژگی‌های مربوط به این انتظارات جنسیتی ممکن است در بین فرهنگ‌ها متفاوت باشد، در حالی که ویژگی‌های دیگر ممکن است در طیف وسیعی از فرهنگ‌ها مشترک باشد.
نقش‌های جنسیتی بر طیف وسیعی از رفتارهای انسانی تأثیر می‌گذارد، اغلب شامل لباسی که فرد برای پوشیدن انتخاب می‌کند، حرفه‌ای که فرد دنبال می‌کند، روابط شخصی که فرد وارد می‌شود و نحوه رفتار آنها در این روابط. به‌طور سنتی زنان را در حوزه «خصوصی» نگه می‌دارند. و مردان در حوزه «عمومی».
گروه‌های مختلف، به‌ویژه جنبش‌های فمینیستی، تلاش‌هایی را برای تغییر جنبه‌های نقش‌های جنسیتی غالب انجام داده‌اند که معتقدند ظالمانه، نادرست، و جنسیت‌گرا هستند.
|                   | مدل الف – تفکیک جنسیتی کامل                                                                                       | مدل ب – ادغام کامل نقش‌ها |
| آموزش             | صلاحیت حرفه‌ای بالا فقط برای مرد مهم است.                                                                          | مدارس مختلط، محتوای یکسان کلاس‌های دخترانه و پسرانه، صلاحیت یکسان برای زنان و مردان.                                               |
| حرفه              | محل کار حوزه اصلی زنان نیست. پیشرفت شغلی و حرفه ای برای زنان بی‌اهمیت تلقی می‌شود.                                  | برای زنان، شغل به همان اندازه برای مردان مهم است. فرصت‌های حرفه ای برابر برای مردان و زنان ضروری است.                              |
| خانه‌داری          | خانه‌داری و مراقبت از کودک از وظایف اصلی زن است.                                                                   | مشارکت مرد در این کارکردها فقط تا حدی مورد نظر است. تمام کارهای خانه توسط هر دو طرف ازدواج به‌طور مساوی انجام می‌شود.               |
| تصمیم‌گیری         | در صورت تعارض، مرد حرف آخر را می‌زند، مثلاً در انتخاب محل زندگی، انتخاب مدرسه برای کودکان و تصمیم‌گیری در مورد خرید. | هیچ‌یک از شریک‌ها تسلط ندارند. راه‌حل‌ها همیشه از اصل یافتن یک تصمیم هماهنگ پیروی نمی‌کنند. وضعیت موجود در صورت بروز اختلاف حفظ می‌شود. |
| نگهداری از کودکان | زن بزرگ‌ترین بخش این کارکردها را بر عهده دارد. او بچه‌ها را تربیت می‌کند و از هر نظر از آنها مراقبت می‌کند.           | زن و مرد این وظایف را به‌طور مساوی تقسیم می‌کنند.                                                                                   |

«گیل کافمن» با استفاده از داده‌های ایالات متحده و تمرکز بر نقش‌های جنسیتی در خانواده اظهار کرد که مردان با نگرش برابری‌طلبانه تمایل بیشتری به داشتن فرزند دارند، در حالی که در میان زنان برعکس است.

## نقش جنسیتی در نئاندرتال‌ها
شکارچیان اخیر یکنواختی زیادی را در تقسیم کار بر اساس جنسیت و سن نشان می‌دهند. با این وجود تجزیه و تحلیل الگوهای سایش دندانی مرتبط با فعالیت در انسان‌های مدرن از نظر آناتومی ماقبل تاریخ و شکارچیان-جمع‌آوران مدرن تفاوت‌های جنسیتی را نشان می‌دهد که به تقسیم کار جنسیتی نسبت داده می‌شود. نئاندرتال‌ها به دلیل استفاده از دندان‌های جلویی خود به عنوان ابزار، ساییدگی دندان قدامی گسترده‌ای دارند. علائم ساییدگی روی دندان‌ها در بقایای انسان‌سانان رایج است زیرا دندان‌ها به‌طور گسترده در انواع کارهای روزانه استفاده می‌شدند. این را در نخستی‌های موجود نیز می‌بینیم، زیرا دهان تقریباً مانند دست سوم می‌شود. نئاندرتال‌ها به‌طور گسترده‌ای از دندان‌های خود در فعالیت‌های غیر جونده مانند تهیه غذا، تولید ابزار و آماده‌سازی پوست استفاده کرده‌اند. علائم روی دندان‌های انسان‌های اولیه انسان‌ها و همچنین انسان‌های پیش از کشاورزی معاصر، تفاوت‌های جنسی را نشان می‌دهد. محققان اسپانیایی با استفاده از ۹۹ دندان بازیابی شده از ۱۹ نئاندرتال مختلف از چهار مکان مختلف تحقیقاتی در همین رابطه انجام دادند. اگرچه هم زن و هم مرد بریدگی دندان را نشان دادند، اما این کار را روی دندان‌های مختلف انجام دادند. مردان معمولاً بر روی دندان‌های بالایی خود تراشه داشتند، در حالی که زنان بر روی دندان‌های پایین خود تراشه داشتند. تجزیه و تحلیل آماری نشان داد که احتمال اینکه این تفاوت‌ها به دلیل خطای نمونه‌گیری تصادفی باشد، بسیار اندک است. این نشان می‌دهد که یک تقسیم کار مبتنی بر جنسیت احتمالاً در فرهنگ نئاندرتال وجود داشته است. آنچه در این نتیجه جدید است، این است که تفاوت‌های جنسیتی فرهنگی بوده، یعنی مهارت‌های آموخته‌شده از نسلی به نسل دیگر از طریق آموزش منتقل می‌شده است.
استیون ال. کوهن و مری سی استینر، در مقاله مادر چه باید بکند تقسیم کار در میان نئاندرتال‌ها و انسان‌های مدرن در اوراسیا را بررسی کردند که در دسامبر ۲۰۰۶ در مجله انسان‌شناسی کنونی (مجله) به چاپ رسید. این مقاله نشان می‌دهد که نقش‌های اجتماعی متنوع برای مردان، زنان و کودکان ممکن است به انسان خردمند نسبت به نئاندرتال‌ها برتری داده باشد. این مطالعه استدلال می‌کند که تقسیم کار اقتصادی بر اساس جنسیت و سن نسبتاً اخیراً در تاریخ فرگشت بشر ظاهر شده و گسترش انسان‌های خردمند را در سراسر اوراسیا تسهیل کرده است. در این مقاله نوشته شده سوابق باستان‌شناسی برای رژیم‌های غذایی نئاندرتال‌ها شواهد مستقیم کمی برای اتکا به غذاهای معیشتی مانند سنگ‌های آسیاب برای آسیاب آجیل و دانه‌ها ارائه می‌دهد. درعوض، نئاندرتال‌ها برای سوخت‌رسانی به حجم عظیم بدن و دریافت کالری زیاد، به شکارهای بزرگ، یک منبع پرمخاطره، وابسته بودند. این فقدان تنوع غذایی و وجود شکستگی‌های التیام یافته بر روی اسکلت‌های نئاندرتال - که گویای سبک زندگی خشن و خطرناک آنها است - نشان می‌دهد که نئاندرتال‌های زن و نوجوان به‌طور فعال در شکار با خدمت به عنوان بازکنندگان مسیر شکار یا بستن راه فرار شکار شرکت کرده‌اند.
سوابق نئاندرتال پارینه سنگی میانه همچنین فاقد آثاری است که معمولاً برای ساخت لباس‌های مقاوم در برابر آب و هوا یا پناهگاه‌های مصنوعی مانند سوزن‌های استخوانی استفاده می‌شود؛ بنابراین، پیدایش نقش‌های «زنانه» - معیشتی و صنایع دستی فشرده - بود که به انسان‌های خردمند در مناطق گرمسیری و نیمه گرمسیری متنوع از نظر اکولوژیکی اجازه داد تا از غذاهای دیگر استفاده کند و با تراکم جمعیت بالاتر زندگی کنند.